# Campeonato Mundial de Gimnasia Artística de 1995
El XXXI Campeonato Mundial de Gimnasia Artística se celebró en Sabae (Japón) entre el 1 y el 10 de octubre de 1995 bajo la organización de la Federación Internacional de Gimnasia (FIG) y la Asociación Japonesa de Gimnasia.

## Resultados

### Masculino
| Evento                 | Oro                                                                                                | Plata | Bronce |
| ---------------------- | -------------------------------------------------------------------------------------------------- | --- | --- |
| Concurso completo ind. | Li Xiaoshuang China 57,998 pts.                                                                    | Vitali Scherbo · Bielorrusia · 57,499 pts.                                                                                        | Evgeni Sabayev Rusia 57,248 pts.                                                                                      |
| Suelo                  | Vitali Scherbo · Bielorrusia · 9,812                                                               | Xiaoshuang Li China 9,775 | Grigori Misutin · Ucrania · 9,762                                                                                     |
| Caballo con arcos      | Donghua Li · Suiza · 9,762                                                                         | Huadong Huang China / Yoshiaki Hatakeda Japón 9,737                                                                               | |
| Anillas                | Jury Chechi · Italia · 9,850                                                                       | Dan Burinca Rumania 9,762 | Jordan Jotchev Bulgaria 9,750                                                                                         |
| Salto de potro         | Alexei Nemov · Rusia / · Grigori Misutin · Ucrania · 9,756                                         | | Vitali Scherbo · Bielorrusia · 9,662                                                                                  |
| Paralelas              | Vitali Scherbo · Bielorrusia · 9,812                                                               | Liping Huang China 9,750 | Hikaru Tanaka Japón 9,725                                                                                             |
| Barra fija             | Andreas Wecker · Alemania · 9,812                                                                  | Yoshiaki Hatakeda Japón 9,775 | Krasimir Dounev Bulgaria / Jinjing Zhang China 9,750                                                                  |
| Concurso por equipos   | China Fan Bin Huang Huadong Huang Liping Li Xiaoshuang Zhang Jinjing Shen Jian Fan Hongbin 566,619 | Japón Yoshiaki Hatakeda Daisuke Nishikawa Hikaru Tanaka Toshiharu Sato Masayuki Matsunaga Hiromasa Masuda Masayoshi Maeda 563,558 | Rumania Dan Burinca Adrian Ianculescu Cristian Leric Nistor Sandro Nicu Stroia Marius Urzica Nicolae Bejenaru 561,947 |

### Femenino
| Evento                 | Oro | Plata                                                                           | Bronce |
| ---------------------- | --- | ------------------------------------------------------------------------------- | --- |
| Concurso completo ind. | Lilia Podkopayeva · Ucrania · 39,248 pts.                                                                                        | Svetlana Khorkina Rusia 39,130 pts.                                             | Lavinia Miloşovici Rumania 39,086 pts.                                                                                                 |
| Suelo                  | Gina Gogean Rumania 9,825 | Liya Ji China 9,675                                                             | Ludivine Furlon Francia 9,625 |
| Salto de potro         | Simona Amânar · Rumania / · Lilia Podkopayeva · Ucrania · 9,781                                                                  |                                                                                 | Gina Gogean Rumania 9,706 |
| Barras asimétricas     | Svetlana Khorkina Rusia 9,900 | Huilan Mo · China / · Lilia Podkopayeva · Ucrania · 9,837                       | |
| Barra                  | Huilan Mo China 9,900 | Lilia Podkopayeva · Ucrania Dominique Moceanu / · Estados Unidos · 9,837 ·      | |
| Concurso por equipos   | Rumania Lavinia Milosovici Gina Gogean Simona Amanar Alexandra Marinescu Andreea Cacovean Claudia Presacan Nadia Hategan 387,865 | China Mo Huilan Mao Yanling Meng Fei Qiao Ya Liu Xuan Ye Linlin Ji Liya 386,476 | Estados Unidos Shannon Miller Dominique Moceanu Kerri Strug Donielle Thompson Jaycie Phelps Mary Beth Arnold Teresa Kulikowski 384,705 |

## Medallero
| Núm. | País           | Oro | Plata | Bronce | Total |
| ---- | -------------- | --- | ----- | ------ | ----- |
| 1    | China          | 3   | 6     | 1      | 10    |
| 2    | Ucrania        | 3   | 2     | 1      | 6     |
| 3    | Rumania        | 3   | 1     | 3      | 7     |
| 4    | Bielorrusia    | 2   | 1     | 1      | 4     |
| 4    | Rusia          | 2   | 1     | 1      | 4     |
| 6    | Alemania       | 1   | 0     | 0      | 1     |
| 6    | Italia         | 1   | 0     | 0      | 1     |
| 6    | Suiza          | 1   | 0     | 0      | 1     |
| 9    | Japón          | 0   | 3     | 1      | 4     |
| 10   | Estados Unidos | 0   | 1     | 1      | 2     |
| 11   | Bulgaria       | 0   | 0     | 2      | 2     |
| 12   | Francia        | 0   | 0     | 1      | 1     |
|      | TOTAL          | 16  | 15    | 12     | 43    |